# 新闻学
新聞學，或译为报道学（日译）或言論學（韩译），是一種包含搜集、撰寫及報導新聞的學科。在廣義上，它亦包含了編輯和演示新聞專題的過程。新聞學在報業、電視、電台以及网络新媒体等各種傳播媒介上均起著重要的作用。多數的傳媒機構皆希望「先發制人」，爭先發佈資訊，而處於這種壓力下，傳媒機構通常會先對新聞進行編輯和校對，以使其內容符合該機構在準確性、素質和式樣等方面的標準。有很多傳媒機構均聲稱他們是政府機關和官員的監察者，由此監督政府對人民負責，並為這傳統感到自豪。但同時，批評者則對傳媒本身能否向大眾負責而提出質疑。
二十世纪初，傳統新聞工作者都是受僱的畢業於相關學士學位的專業人士。可是到了九十年代，隨著新聞製作數碼化及互聯網的普及程度日益上升，傳統、專業的新聞文化正在受到挑戰。民間記者的概念應運而生，網絡上的記者可以透過不同渠道來把自己製作的新聞發放，而不只限於透過專業的媒體渠道。
前華盛頓郵報編輯菲尔·格雷厄姆形容以消息導向的新聞寫作是「歷史初稿」，因為每當重大歷史事件發生時，新聞工作者都把它們記錄下來，接著把該些專題報道在短時間內製成，而這與寫作歷史的初稿無異。

## 新聞製作
在美國，新聞是由媒體組織或是個人所製作。部落客多半也都是記者（不過也有例外）。聯邦貿易委員會要求部落客若在著文介紹產品前，已有收到免費推廣用的產品，需要告知讀者其產品是廠商免費贈送的，目的是為了避免利益衝突及保護消費者。
假新聞是已知不真實，但又特定散發給大眾的消息，或是由不可靠的組織所製作的消息。假新聞很容易在社交媒體上傳播（例如假新聞網站）。讀者可以根據新聞是否由可靠的新聞機構發布來評估是否是假新聞。美國的可靠新聞機構會有編輯委員會，而且其編輯部門和廣告部門會有清楚的劃分。可靠的新聞機構或是其員工會屬於一個或多個專業組織，例如美國新聞編輯協會、專業記者協會、調查記者和編輯協會或是在線新聞協會。這些協會都有其成員必需遵守的職業道德準則。許多新聞機構也有其職業道德準則，規範記者的專業行為。一認認為纽约时报的標準和道德規範是相當嚴謹的。
在記者寫作的時候，就會出現有關客觀及偏見的問題。有些報導是特意要表示作者自身的觀點，有些報導則是刻意比較中立及客觀的。在印刷版的報紙中，報導有其各自的版面，可以根據版面判斷報導是作者自身觀點或是較中立的描述。若在網路版的報紙中，上述版面的分界就不一定存在。讀者需要仔細根據其標題或是其設計元素，來瞭解作者意圖傳達個人觀點，或是要傳達中立的觀點。作者個人觀點一般會是由專欄作者寫作，或是在社论对页版的章節中。新聞特寫、封面新聞及资讯娱乐新聞一般不會是作者自身觀點。
根據罗伯特·W·麦克切斯尼所述，民主國家健康的新闻需要提供當權者的意見，也需要提供想要執政者的意見，需要有各方面的意見，考慮所有人資訊的需求。
許多爭議的焦點是在記者是否應該是「客觀」或是「中立」的。記者是在一特定社會背景下產生新聞的人，自身也是其社會背景的一部份。記者遵守其職業道德守則，盡力呈現所有合法的觀點。

## 歷史
約翰·卡羅勒斯的《所有值得尊敬和值得紀念的新聞集》於1605年在斯特拉斯堡出版。這被認為是第一份報紙。第一份成功的英文報紙，於1702至1735年出版。在巴西20世紀50年代報紙《政府卡里奧卡》（Diário Carioca）的改革通常稱為巴西現代新聞業的誕生。

## 角色

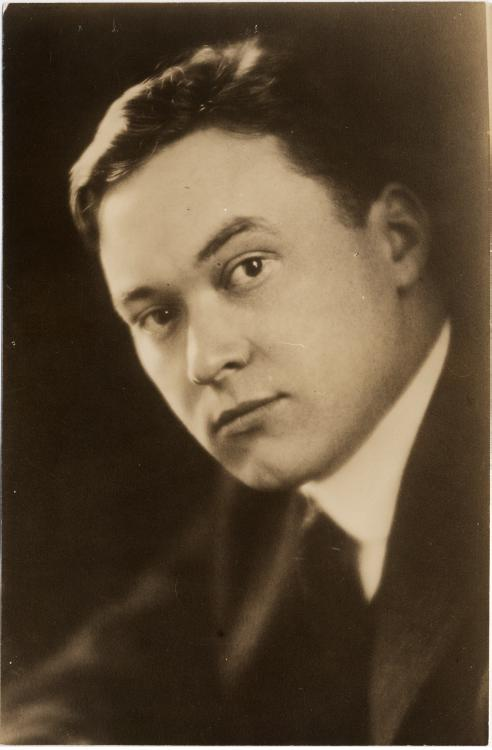
沃尔特·李普曼，拍攝於1914年

1920年代時，現代的新聞才開始起步，作家沃尔特·李普曼和美國哲學家约翰·杜威曾針對在民主社會中新聞扮演的角色提出了不同的想法，其不同的哲學仍影響著在社會及國家當中，新聞所扮演的角色。
李普曼認為新聞記者扮演了大眾和政策訂定者之間的媒介（翻譯）。李普曼認為大眾無法評估現代社會中日益複雜的事務，因此需要中間人來過濾消息，新聞記者就是這個中間人，記錄政策訂定者之間傳遞的消息，萃取精華再提供給社會大眾。大眾可以透過選舉影響政府，政府會讓政府的權力繼續運作。李普曼的哲學是將社會大眾放在權力鏈的最下方，繼承從上層統治者提供的資訊

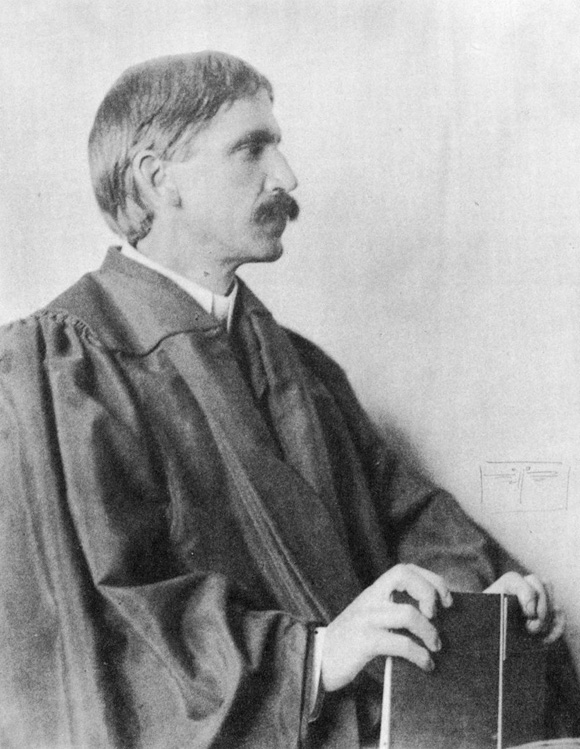
约翰·杜威

杜威的想法不同，杜威認為大眾不只可以瞭解政策訂定者提供的資訊，或是回應的訊息，並且政策需要以公眾討論的方式進行討論後才能進行決策。當問題徹底討論後，最佳的決策自然會浮現。杜威認為記者不能只是傳遞資訊，也需要權衡各政策施行後的結果，告知政策訂定者及社會大眾的。杜威的想法已或多或少的有實施，也就是community journalism。
李普曼對新聞記者的概念較接近政府的立場。而杜威的論點較類似現代記者對其自身角色的認定，多少也是社會上期待新聞記者可以扮演的腳色。例如美國人會批評記者一些過度的行為，但仍期待記者可以作為公眾監督政府、企業及有力人士的守門人，告知大眾相關的資訊，以便進行決策。
Bill Kovach及Tom Rosenstiel propose曾在其著作《The Elements of Journalism》列出了一些新聞記者的行為守則。因為新聞記者首要是要對大眾忠誠，因此新聞記者需要對社會大眾說實話，並且獨立的監督有權力的個人以及組織。新聞記者最重要的是基於查證的原則，提供社會大眾可靠的資訊。

## 報導
新聞寫作的過程採用5W1H分析法，即介定何時（when）、何地（where）、何人（who）、何事（what）、為什麼（why）和如何（how），以及介定該事件或趨勢的顯著性和效應。報章、電視、電台和雜誌，還有最近互聯網上的萬維網等媒體均涉及新聞寫作。
記者寫作並報道廣泛且多樣的題材，包括：
- 國際、國家、省／州分乃至地方層面上的政治、經濟、商業議題；[10]
- 醫療與保健；
- 教育；
- 體育；
- 文化娛樂與興趣；
- 生活方式；
- 服裝；
- 飲食；
- 人際關係

## 新聞的形式
新聞有許多不同的形式，對應不同的受眾。新聞是第四權，是看門狗，監督政府的施政。一份報紙中可能包括多不同形式的新聞。報紙、雜誌或是網站的各部份也可能是為了不同的受眾。

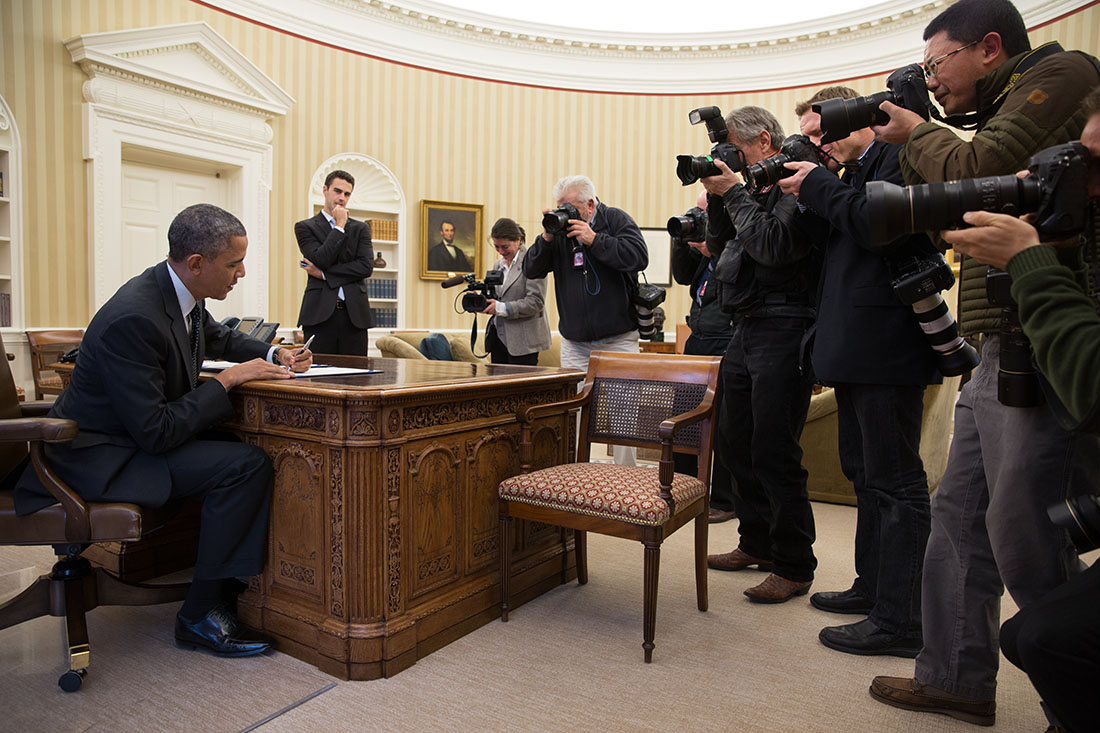
2013年11月攝影記者拍攝美國總統歐巴馬

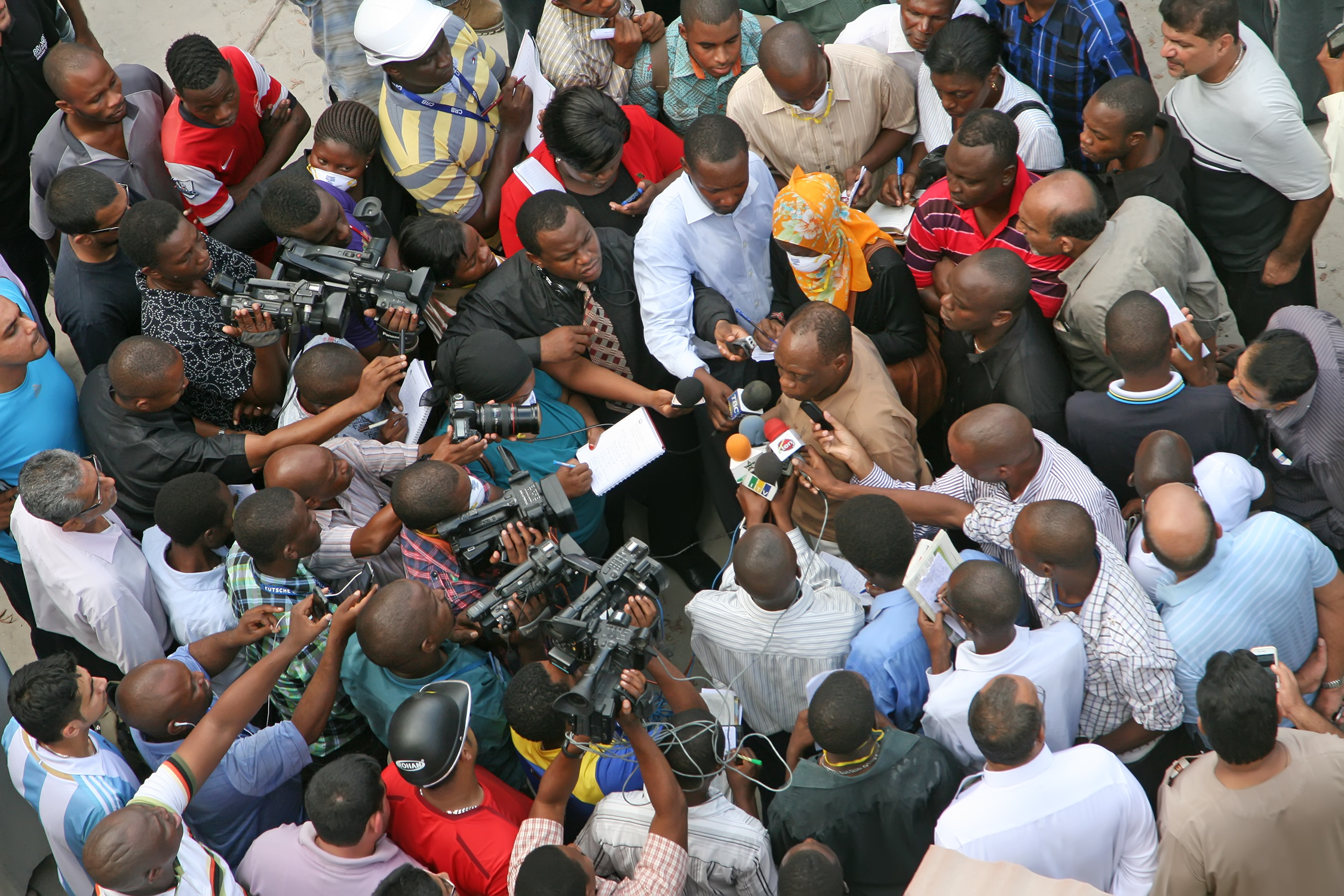
2013年3月時，因為坦尚尼亞达累斯萨拉姆的2013年達累斯薩拉姆大樓倒毀事件，記者訪問政府官員

以下是一些新聞的形式：
- 倡議新聞（英语：Advocacy journalism）：新聞目的是為了倡議特定觀點，或是要影響受眾的看法。
- 廣播新聞（英语：Broadcast journalism）：為了廣播或是電視而作的新聞，可能是文字或是語音。
- 公民新聞：參與式的新聞
- 資料新聞學：在數字及資料中找出故事的新聞，也利用數字及資料來說故事。資料記者會利用資料來支持其報導。這些報導也可能包括資料的使用或是誤用。美國新聞組織ProPublica就以資料新聞著名。
- 無人機新聞：利用無人航空載具來捕捉新聞片段[13]
- 刚左新闻（英语：Gonzo journalism）：最早由亨特·斯托克顿·汤普森提出，是有高度個人風格的報導方式 [14]
- 互動新聞（英语：Interactive journalism）：一種在網站上呈現的網路新聞方式
- 调查报导：深度報導一些社會問題，一般目的是希望可以解決社會問題。
- 攝影記者：透過影像傳達訊息，故事的報導方式。
- 傳感器新聞（英语：Sensor journalism）：利用傳感器來作為新聞報導的基礎。
- 媚俗小報（英语：Tabloid journalism）：写作方式是轻松娛樂性的，一般认为比主流新闻合理性更低。
- 黄色新闻（煽情主義）：強調一些聳動的謠言或是聲明。

近來社交媒體的興起也引起有關新聞的探討，即重新将新闻报道视为一个过程，而不是将其归類于特定的新闻产品。以這個觀點來看，新闻报道是互動性的，由許多的作者、記者以及社會媒體大眾一起參與。

## 法律地位

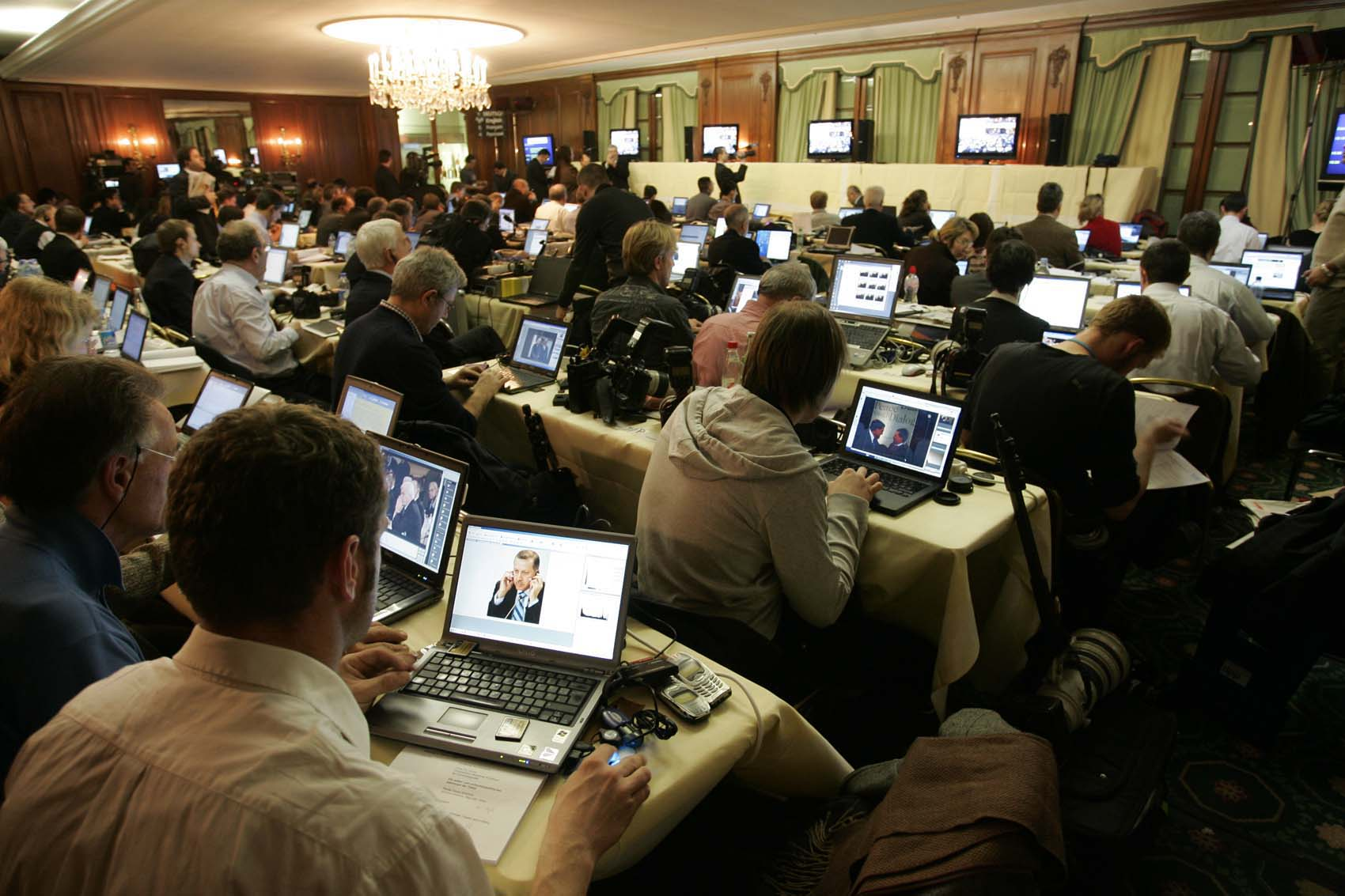
記者會中的記者

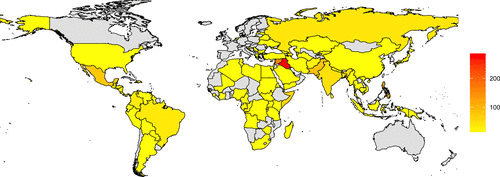
2002年至2013年之間各國被傷害的記者人數

各國政府對於新聞及記者的政策及管理方式不同，相關政策會決定記者可以研究或是撰寫報導的內容範圍，以及哪些媒體機構可以製作新聞。有些政府保證新聞自由，而有些國家嚴格的限制記者可以研究或是或是撰寫報導的內容範圍。
在許多國家中，記者有一般大眾沒有的特權，包括比較容易接觸到公眾事件、犯罪現場以及記者會，也可以和政府官員、社會名流以及大眾關注的人進行訪談。
以報導战争為主的記者（可能是國家和國家的戰爭，或是國內的暴動），常常不會受到政府的保護。在戰爭中被抓获或拘留的记者會視為是平民，送回到所屬國家。由於記者報導的內容有時是政府不希望公開的，因此世界各地的許多政府會給予记者恐吓，骚扰和暴力等干預手段。

### 來源的保密權
記者对消息來源保密的行为受法律保護。即使警察或檢察官要求，情報提供者的身份也是機密的。
美国州法院对消息来源提供不同程度的保護，但在美国联邦法院调查时记者无权保護來源。一般而言聯邦法院不会強迫記者透露消息來源，只有法院尋求的信息是高度相關案件，也沒有其他的方式來獲得時才會強迫記者透露消息來源。記者拒絕作證会被以藐視法庭罪處以罰款或監禁。
以記者的角度來說，有需保密的消息來源也有其風險，因為無法確認消息是否屬實，若最後消息不實，可能會因此而破壞記者的信譽。

## 新闻学的分科
- 理论新闻学
- 实用新闻学
- 历史新闻学
- 新闻法学
- 舆论学
- 新闻伦理学
- 新闻社会学
- 新闻心理学
- 比较新闻学
- 新闻史（英语：History of journalism）
  - 新闻思想史
- 新闻业务
  - 新闻采访
  - 新闻写作
  - 新闻编辑
  - 新闻评论
  - 新闻摄影
- 新闻法
- 新闻事业经营管理
- 广播与电视
  - 广播电视史
  - 广播电视业务
  - 广播电视播音

## 参看
- 新聞
- 傳播學
- 報紙列表
- 电视台列表
- 新聞學歷史（英语：History of journalism）
- 民間記者
- 无国界记者
- 新新闻主义